# 利晶学園大阪立命館中学校・高等学校
利晶学園大阪立命館中学校・高等学校（りしょうがくえんおおさかりつめいかんちゅうがっこう・こうとうがっこう）は、大阪府堺市東区西野に所在する私立中学・高等学校。

## 概要
学校法人利晶学園が運営する。1937年に初芝（現在の堺市東区日置荘西町2丁）で開校し、2011年に現在地に移転した。
2009年度から立命館大学と連携して中高一貫教育を開始し、校名を改称した。通称は「初立（はつりつ）」、旧校名は初芝高等学校・初芝堺中学校。学校法人立命館理事長が学校法人大阪初芝学園理事長を兼務する。
2025年度より、運営母体の学校法人名を「学校法人利晶学園」に変更し、中学校・高校の名称も「利晶学園大阪立命館中学校・高等学校」に変更されることになった。

## 沿革
1937年に大阪初芝商業学校として開校した。1948年に初芝高等学校へ改称する。高等学校は2011年4月に北野田へ移転するまで、旧初芝校舎を使用した。
1991年9月に、飲食チェーン店グルメ杵屋の創業社長椋本彦之が、学校法人大阪初芝学園の理事長と学園長に就く。
1998年に初芝高等学校に併設して初芝中学校を開設し、2001年9月に北野田キャンパス（旧称：狭山登美丘学舎）へ移転して高等学校と分離した。中学校校舎は2003年に開設したはつしば学園小学校と同じ住所である。
2000年度から本学の教員をグルメ杵屋の社員として採用した。多くの批判が寄せられ、2008年2月に大阪労働局から「出向を名目とした違法な人材派遣」にあたるとして職業安定法違反の疑いで是正指導を受け、杵屋が採用したすべての教員を学園へ転籍した。現在は学園が採用する。
立命館と提携して中高一貫校へ改編し、2009年度に初芝立命館中学校・高等学校へ改称した。当初、中学校は北野田で高等学校は初芝、と分かれていたが2011年度から高等学校が北野田へ移転し、小学校・中学校・高等学校が同一敷地に位置する。
ソニー・コンピュータエンタテインメント、ソニー生命保険株式会社などの企業が特別授業を催すことがある。
北野田の校地と校舎は、1971年から1995年3月までキリスト教日本聖公会系の桃山学院大学が狭山登美丘キャンパスとして使用した。初芝立命館は、残置された多くの建物をリフォームして利用し、チャペル跡地に高等学校校舎を建てた。
2009年度から学校法人立命館（京都市）と連携して中高一貫教育を開始し、立命館大学または立命館アジア太平洋大学へ進学を前提とする「立命館コース」とグローバルコースを普通科に設置する。

### 年表
- 1937年4月 - 大阪初芝商業学校として開校。
- 1948年4月 - 新制高校の初芝高等学校となり、普通科・商業科を設置する。
- 1968年1月 - 全国高等学校サッカー選手権大会に出場して優勝する。
- 1969年4月 - デザイン科を設置する。
- 1975年3月 - 第47回選抜高等学校野球大会に初出場する。
- 1980年4月 - 体育科を設置する。
- 1984年 - 分校として初芝高等学校富田林学舎を設置する。
- 1985年 - 富田林学舎が初芝富田林高等学校として独立する。
- 1989年4月 - 商業科を廃止する。
- 1991年
  - 4月 - デザイン科を廃止する。
  - 8月 - 全国高等学校総合体育大会バスケットボール競技大会で準優勝する。
  - 12月 - 全国高等学校バスケットボール選抜優勝大会で準優勝する。
- 1998年4月 - 初芝中学校を初芝高等学校敷地内に併設する。
- 2001年9月 - 初芝中学校を狭山登美丘学舎へ移転する。
- 2003年4月 - 初芝中学校を高等学校から分離・独立する。
- 2008年7月 - 学校法人立命館と教育と経営で協定を締結する。
- 2009年4月 - 立命館大学の接続校となり中高一貫校へ改編し、校名を初芝立命館中学校・高等学校に改称する。普通科を立命館コースとグローバルコースに再編した。
- 2011年4月 - 高等学校を北野田キャンパスへ移転し、普通科・グローバルコースをグローバルコースS・グローバルコースAに再編する。
- 2018年4月 - 高等学校普通科グローバルコースS・Aをグローバル特進コースIII・II・Iに再編し、普通科にアドバンスト英数コースを新設する。
- 2020年4月 - 高等学校普通科アドバンスト英数コースをα・βに、グローバル特進コースIII・II・Iをグローバル特進コースα・βに再編[3]する。
- 2022年4月 - 中学校普通科アドバンス立命館コースをアドバンストαコースに、セレクト•アカデメイアコースをアドバンストβコースに再編する。
- 2024年4月 - 中学校・高等学校で海外大学進学を目的としたユニバーサルスタディー (US) コースを新設[4]する。

## クラブ活動
高知県が主催する全国高等学校漫画選手権大会の初代優勝校である。2009年度から野球部（硬式）・サッカー部・水泳部を重点強化クラブに指定する。
- サッカー部 - 第47回全国高等学校サッカー選手権大会優勝（1968年）
- なぎなた部 - 全国高等学校総合体育大会なぎなた競技大会優勝3回（1968年、1977年、1985年）
- ダンス部 - 夏の日本高校ダンス部選手権全国大会優勝（2021年）

## 著名な出身者
- 新橋遊吉 - 作家
- 松岡徹 - 政治家
- 前田五郎 - お笑いタレント
- 佐々木正行 - 野球
- 立石充男 - 野球
- 沼田浩 - 野球
- 平岡直起 - サッカー
- 安原真一 - サッカー
- 扇原貴宏 - サッカー
- 大口真洋 - バスケットボール
- 小西祥子 - 競歩
- 冨宅飛駈 - プロレス
- 石田勝希 - キックボクシング
- 香月清人 - 柔道家
- 内海英華 - 寄席三味線奏者、女道楽師
- スクリーミング・マッド・ジョージ - SFXアーティスト
- 嶋恭輔 - 俳優
- 五十嵐はるみ - 歌手
- 中村優作 - 総合格闘家
- 菱田諭士 - 写真家
- ゆでたまご（嶋田隆司、中井義則） - 漫画家ユニット